# Mogurnda pardalis
Mogurnda pardalis är en fiskart som beskrevs av Allen och Renyaan, 1996. Mogurnda pardalis ingår i släktet Mogurnda och familjen Eleotridae. Inga underarter finns listade i Catalogue of Life.